# Halocynthia
Halocynthia Verrill, 1879 è un genere di ascidie della famiglia Pyuridae.

## Tassonomia
Comprende le seguenti specie:
- Halocynthia aurantium (Pallas, 1787)
- Halocynthia breviramosa Sluiter, 1904
- Halocynthia cactus (Oka, 1932)
- Halocynthia dumosa (Stimpson, 1855)
- Halocynthia hilgendorfi (Traustedt, 1885)
- Halocynthia igaboja Oka, 1906
- Halocynthia igaguri Tokioka, 1953
- Halocynthia microspinosa (Van Name, 1921)
- Halocynthia okai Ritter, 1907
- Halocynthia papillosa (Gunnerus, 1765)
- Halocynthia pyriformis (Rathke, 1806)
- Halocynthia roretzi (Drasche, 1884)
- Halocynthia simaensis Tokioka, 1949
- Halocynthia spinosa Sluiter, 1905
- Halocynthia turboga (Oka, 1929)